# Julien Watrin
Julien Watrin, född 27 juni 1992, är en friidrottare från Belgien. Han deltog vid olympiska sommarspelen 2016.